# Pseudarbela papuana
Pseudarbela papuana är en fjärilsart som beskrevs av Clench 1959. Pseudarbela papuana ingår i släktet Pseudarbela och familjen säckspinnare. Inga underarter finns listade i Catalogue of Life.